# ラングストン・ギャロウェイ
ラングストン・ギャロウェイ  (Langston Galloway 1991年12月9日 - )は、アメリカ合衆国ルイジアナ州バトンルージュ出身のプロバスケットボール選手。ポジションはポイントガード。

## 来歴

### NBAでのキャリア(2015-2023)
ルイジアナ州の高校からセント・ジョセフ大学に進学し、大学史上1位の3ポイントシュートを記録するなど主力として活躍するも、2014年のNBAドラフトでは、どのチームからも指名を受けることが出来なかった。ギャロウェイはその後NBAサマーリーグでニューヨーク・ニックスの一員として参加。10月のニックスのトレーニングキャンプにも練習生として参加するも、開幕前に解雇され、傘下のウェストチェスター・ニックスに送られた。
しかし、ニックスは低迷を極め、方向転換を余儀無くされたこともあり、ギャロウェイは2015年1月に入り、10日間契約でニックスに加入し、念願のNBA選手となった。ギャロウェイは苦しいチーム事情の中奮闘し、1月末には正式に2年契約を勝ち取る。

2015年4月13日のアトランタ・ホークス戦では、6本放った3ポイントシュートを全て決めるという大活躍で26得点を記録し、イースターカンファレンス首位相手に112-108での勝利の立役者となった。
最終的には平均11.8得点3.6アシストを記録し、シーズン途中入団ながら、NBAオールルーキーチームのセカンドチームに選出された。
2016年7月6日、ニューオーリンズ・ペリカンズと契約したが、2017年2月19日、デマーカス・カズンズ絡みの大型トレードでサクラメント・キングスに放出された。
2017年7月1日、デトロイト・ピストンズと3年2100万ドルの契約を結んだ。
2020年11月30日、フェニックス・サンズと契約した。
2021年9月24日、ゴールデンステート・ウォリアーズと契約したが、10月9日、契約解除された。その後12月15日にカレッジパーク・スカイホークスと契約した、翌16日に新型コロナウイルスのクラスター発生で選手不足に陥ったブルックリン・ネッツとハードシップ例外条項を行使して10日間契約を結んだ。

### イタリアでのキャリア(2023-)
2024年8月1日、LBAに所属するトラーパニ・シャークへの加入が発表された。